# Zauchdam
Zauchdam war ein mittelalterliches Dorf und eine Feldmark nordöstlich von Brandenburg an der Havel.

## Geographie
Die wüste Dorfstelle von Zauchdam befindet sich südwestlich vom Dorf Päwesin auf der dazugehörenden Feldmark, am Ufer des Beetzsees und südlich eines nahe verlaufenden Kanals. Heute befindet sich in unmittelbarer Nähe und in Teilen auf dem Gelände der Wüstung liegend, der zu Päwesin gehörende Wohnplatz Marienhof. Die zuletzt noch vom Ort vorhandene gleichnamige wüste Feldmark lag im Südwesten der Feldmark Päwesin und im Nordwesten der Feldmark Roskow.

## Geschichte
Die erste schriftliche Erwähnung des Ortes findet sich 1258 mit den Namen Zuchedam und Zuchdam. Sowohl im Jahr der Ersterwähnung wie auch 1335 wurde ein Dorf verzeichnet. 1375 wurde in Belegen mit dem Namen Czuchdam aufgeführt, dass 20 Hufen und 5 Kossäten, von denen zwei besetzt sind, und kein Krug zum Ort zählen. 1409 wird vom Dorf Zudam berichtet, welches seit langen Zeiten wüst war, dass es zusammen mit dem Dorf Päwesin an den Markgrafen gefallen und mit der Neustadt Brandenburg vereinigt wurden.